# Aladino (película de 1992)
No confundir con la película de Disney de nombre similar, Aladdín.
La leyenda de Aladino, también conocida simplemente como Aladino o Aladino y la lámpara maravillosa en algunos lanzamientos, es una película de animación infantil dirigida por Masazaku Higuchi y Chinami Namba y estrenada en Estados Unidos el 27 de abril de 1992.  La película es una producción de Diane Eskenazi para American Film Investment Corporation II (más tarde Golden Films), y fue distribuida originalmente en formato VHS por Trimark Pictures, antes de que Goodtimes Entertainment obtuyera su licencia.  La versión licenciada para España en 1993 fue distribuida por Five Stars Entertainment, S.L. y luego Planeta Junior en DVD.

## Historia
Aladino es un joven que vive junto a su madre en la pobreza en un país árabe. Un día reciben la visita de un noble llamado Haseem que dice haber sido el hermano del difunto padre de Aladino y ahora viene a tomar la responsabilidad de cuidar de su viuda e hijo. Sin embargo, después de un largo camino con Haseem hasta un lugar en el desierto donde reposan las tres palmeras que crecen como una y el camello de piedra, Aladino descubre que Haseem es un impostor. En realidad, Haseem necesitaba de Aladino para entrar en una caverna subterránea, bloqueada y escondida por un hechizo mágico, y encontrar en un bello jardín una lámpara de aceite. Aladino no ve otra opción más que obedecer y obtiene la lámpara, al igual que un saco lleno de valiosas joyas. El peso del saco le impide a Aladino salir de la cueva y no teme en decirle a Haseem que no subirá. El impostor, ofendido por la insolencia de Aladino, vuelve a cerrar la entrada a la cueva dejándolo dentro. Solo y confundido, Aladino descubre que en el interior de la lámpara vive un genio que puede concederle cualquier deseo. Primero Aladino saldrá de la cueva y luego encontrará la manera de poder casarse con la bella Princesa Leila, pero antes de que él y la princesa puedan ser felices, tendrá que derrotar a Haseem, que volverá buscando venganza.